# فه دل موندو
فه ویلانووا دل موندو (تاگالوگ: Fe Villanueva del Mundo؛ ۲۷ نوامبر ۱۹۱۱ – ۶ اوت ۲۰۱۱) پزشک کودکان اهل فیلیپین بود. او در سال ۱۹۳۳ میلادی تحصیلات پزشکی خود را در دانشگاه مانیل فیلیین به پایان رسانید. در سال ۱۹۳۶ میلادی موندو نخستین زنی بود که به عنوان دانشجوی دانشکده پزشکی هاروارد پذیرفته شد. او مؤسس اولین بیمارستان کودکان در فیلیپین بود.